# Andreas Lebeda
Andreas Lebeda (* 1. Februar 1957 in Gmunden) ist ein österreichischer Sänger (Bariton), Pianist, Dirigent und Musikpädagoge (Professor für Gesang an der Anton Bruckner Privatuniversität Linz).

## Leben
Andreas Lebeda erhielt seine erste musikalische Ausbildung in Steyr und studierte am Mozarteum in Salzburg (Gesang, Klavier, Dirigieren, Musikpädagogik) sowie an der Universität Salzburg (Germanistik). Meisterkurse führten ihn zu Elisabeth Schwarzkopf, Kurt Widmer, Burga Schwarzbach und Elisabeth Grümmer. Entscheidende Anregungen erhielt er in der Klasse von Nikolaus Harnoncourt am „Mozarteum“ sowie als Schüler von Kurt Widmer an der Musikakademie Basel.

## Konzerttätigkeit
1990 erfolgte sein Operndébut unter René Jacobs in Montpellier und Innsbruck; seither führten ihn Konzerte, Liederabende und Opernproduktionen in bedeutende Musikzentren in Europa, Südafrika, Japan und in den USA sowie zu zahlreichen internationalen Festivals (Semaine Sainte Arles, Festival Barocco Viterbo, Sorø-Festival, Klangbogen Wien, Estiu de Music de Catalunya, Festwochen der Alten Musik Innsbruck, Festival Moulin d'Andé, Bregenzer Frühling, Internationales Brucknerfest Linz, Printemps des Arts Monte Carlo, Brahms!-Festival Mürzzuschlag, La folle Journée Nantes u. v. a.). Unter Manfred Honeck sang er Mozarts Requiem in Göteborg und Franz Schmidts Buch mit sieben Siegeln in Oslo mit dem Oslo Philharmonic Orchestra. 
1999 debütierte er in den USA, es folgten Mahlers Rückert-Lieder mit dem National Gallery Orchestra, ein Schubert-Eisler-Abend in der renommierten Phillips Collection, Schuberts Schwanengesang in Washington und Brahms’ Schöne Magelone in Houston. 2001 fand sein New-York-Debüt in der Weill-Recital-Hall (Carnegie) statt, und 2002 sang er bei der Eröffnung des ACF New York Lieder von Friedrich Cerha. 
Opernproduktionen der letzten Jahre waren die Uraufführung der Oper Ria nackt von Renald Deppe/Bodo Hell/Othmar Schmiderer (Donaufestival Krems), Pergolesis La serva padrona in Brüssel, die österreichische Erstaufführung von Siegfried Matthus’ Kammeroper Kronprinz Friedrich (Friedrich Wilhelm – Linz und Berlin), Ascanio ré d’Alba von Johann Joseph Fux in Herne sowie 2011 die Partie des Salieri in Mozart und Salieri von Nikolaj Rimskij-Korsakov beim Festival Moulin d’ Andé (Frankreich/Normandie).

## Lehrtätigkeit
Andreas Lebeda unterrichtete am Mozarteum Salzburg und leitet seit 1992 eine Klasse für Gesang und Vokalensemble an der Anton Bruckner Privatuniversität Linz; nach seiner Habilitierung wurde er 2008 wurde er zum Ao. Universitätsprofessor für Gesang ernannt. Er ist Leiter des Kepler-Konsort Linz und Initiator der vielbeachteten Lied- und Kammermusikreihe „vokal.isen“.

## Diskographie
Claudio Monteverdi: L’incoronazione di Poppea. Concerto Vocale; Rene Jacobs, dir.
harmonia mundi France HMC 90 13 30.22 (1990)
Heinrich Schütz: Weihnachtshistorie. Concerto Vocale; Rene Jacobs, dir.
harmonia mundi France HMC 90 13 10 (l 989)
Heinrich Schütz: Auferstehungshistorie [Jesus II]. Concerto Vocale; Rene Jacobs, dir.
harmonia mundi France HMC 90 13 11 (1989)
Isaak Posch: Harmonia Concertans 1623. Salzburger Hofmusik; Wolfgang Brunner, dir.
ORF/CPO Osnabrück 999 3 74-2 (1995)
Romanus Weichlein: Parnassus Ecclesiastico-Musicus Ulm 1702
Ars Antiqua Austria; Kepler-Konsort; St. Florianer Sängerknaben; Gunar Letzbor, dir.
Symphonia/SY 04213 (2005)
Johann Sebastian Bach: Weihnachts-Oratorium BWV 248 Kantaten 1–3 (Live-Mitschnitt) Cantoria Plagensis; Ars Antiqua Austria, Rupert Gottfried Frieberger, dir.
Fabian Records (CD 6111) (1996)
Johann Sebastian Bach: Kantate BWV 182: "Himmelskönig, sei willkommen"
Ars Antiqua Austria; Kepler-Konsort; St. Florianer Sängerknaben; Gunar Letzbor, dir.
Symphonia/SY 95 139 (1995)
Johann Sebastian Bach: Johannes-Passion BWV 245 (Live-Mitschnitt) 
[Pilatus, Bass-Arien] Bach-Kantorei Appenzell; Barockorchester ad fontes Basel; Wilfried Schnetzler, dir. AVO St.Gallen CH9024 17 (1992)
Matthäus-Passion BWV 244 
Cantoria Plagensis; Ars Antiqua Austria; St. Florianer Sängerknaben; R.G. Frieberger, dir.
Fabian Records CD 6113 (2005)
Georg Philipp Telemann: Matthäus-Passion 1730 [Jesus] 
Collegium vocale Schlägl; Barock-Orchester München; R. G. Frieberger, dir.
Christophorus Freiburg CD 74 517 (1985)
(Preis der Deutschen Schallplattenkritik)
Frantisek Vaclav Mica: Abgesungene Betrachtungen
Le monde classique; Dagmar Neumann, dir. 
Supraphon 11 2192-2632 (1993)
Frantisek Vaclav Mica: L'origine di Jaromeritz in Moravia
Le monde classique; Dagmar Neumann, dir.
Suprahon 11 2192-2632 (1994)
(Kritikerpreis „Zlata harmonia“ für die beste tschechische Aufnahme 1994)
Joseph Haydn: Die Schöpfung (Live-Mitschnitt)
Barockorchester Heiligenberg; R.G. Frieberger, dir. 
ORF Oberosterreich CD 4112 (1994)
Joseph Haydn: Salve Regina g-moll
Collegium musicum Plagense; R. G. Frieberger, dir.
Christophorus Freiburg CD 74 541 (1986)
Wolfgang Amadeus Mozart: Grabmusik (Passionskantate) K 42
Gallimathias Musicum (Quodlibet) K 32
St. Florianer Sängerknaben; Ars Antiqua Austria Ltg. Gunar Letzbor
Chesky Records, Inc. CD 172 (1998)
(DIAPASON – LES COMPACTS DU MOIS)
Wolfgang Amadeus Mozart: Vesperae solennes de confessore, K 339 
(zusammen mit Messe in F-Dur von R. Dedler) 
Ammergauer Motettenchor; Markus Zwink, dir. (1998)
Franz Schubert: Winterreise D 911
David Cowan, Hammerklavier (Conrad Graf 1838)
Tiroler Landesmuseum Ferdinandeum (1995)
Rochus Dedler: Messe in F-Dur 
(zusammen mit Mozart, Vesperae solennes de confessore, K 339)
Ammergauer Motettenchor; Markus Zink, dir. (1998)
Anonymous: Stegen-Passion (Jesus)
Pro Arte Chor Fulpmes; Institut für Tiroler Musikforschung Innsbruck
Rupert Gottfried Frieberger: Mysterium crucis
Cantoria Plagensis; R. G. Frieberger, dir.
Christophorus CHR 77 134 (1993)
Rupert Gottfried Frieberger: Die Bekehrung des Heiligen Paulus (Live-Mitschnitt)
Cantoria Plagensis; R. G. Frieberger, dir. ORF-CD (1996)
Romanus Weichlein: Parnassus Ecclesiastico-Musicus Ulm 1702; 
Ars Antiqua Austria; KEPLER-KONSort; St.Florianer Sängerknaben; Gunar Letzbor, dir. (Symphonia/SY 04213) (2005)
J.S.Bach: Matthäus-Passion BWV 244; (Emma Kirkby, Sopran; Markus Forster, Altus; Norbert Ernst, Evangelist; Christian Havel, Tenor; Andreas Lebeda, Christus, Bass 1; Manfred Mitterbauer, Bass 2; Cantoria Plagensis; Ars Antiqua Austria; St.Florianer Sängerknaben; Rupert.G.Frieberger, dir.); Fabian Records CD 6113 (2005)
Wolff-Dietrich Gasztner: Alte Lieder in neuen Zeiten. Kantate für Bariton, Klarinette, Fagott und Klavier op. 44, Weinberg Records LC 14529 (2006)
Ernst Krenek: 15 Liedbearbeitungen für Volksliederbuch für die Jugend 
KEPLER-KONSort (Leitung Andreas Lebeda). Beilage zu „Echoes from Austria“ Edition Argus 2007
Johann Sebastian Bach: Johannespassion BWV 245 (Emma Kirkby, Sopran; Markus Forster, Altus; Daniel Johannsen, Evangelist; Christian Havel, Tenor; Andreas Lebeda, Christus; Manfred Mitterbauer, Bass; Cantoria Plagensis; Ars Antiqua Austria, Ltg. Gunar Letzbor; Dirigent: Rupert G. Frieberger), Fabian Records CD 6114 (2008)
Anton Bruckner: Messe Nr. 1 d-moll (Rosemarie Schobersberger, Sopran; Christa Ratzenböck, Alt; Christian Havel, Tenor; Andreas Lebeda, Bass; Hard-Chor Linz; Ars Antiqua Austria auf Originalinstrumenten; Dirigent: Rupert G. Frieberger) (CD-Mitschnitt 1. Oktober 2008 Internationales Brucknerfest Linz)
Joseph Netzer: Lieder – Maria Erlacher, Sopran; Andreas Lebeda, Bariton; Annette Seiler, Hammerklavier/Conrad Graf 1838 (aufgenommen im Oktober 2008) CD-Reihe des Tiroler Landesmuseums Ferdinandeum Innsbruck (2009)
Johann Sebastian Bach: h-moll-Messe (CD-Mitschnitt 31. Mai 2009), Emma Kirkby, Sopran I; Maria Erlacher, Sopran II; Markus Forster, Altus; Daniel Johannsen, Tenor; Andreas Lebeda, Bass; Ars Antiqua Austria; Ltg. Gunar Letzbor; Dirigent: Rupert G. Frieberger (2010)
Rupert Gottfried Frieberger: Magnificat Plagense (Rosemarie Schobersberger, Sopran; Andreas Lebeda, Bariton; Cantoria Plagensis; Ingemar Melchersson, Christopher Zehrer, Georg Gruber, Orgeln; Dirigent: Rupert G. Frieberger), Fabian Records CD 8001 (2011)
Rupert Gottfried Frieberger: Requiem für einen unbekannten Toten (Rosemarie Schobersberger, Sopran; Andreas Lebeda, Bariton; Cantoria Plagensis; Christopher Zehrer, Orgel; Dirigent: Rupert G. Frieberger), Fabian Records CD 8001 (2011)